# Eloína Miyares Bermúdez
Eloina Miyares Bermudez (1928 – 26 tháng 7 năm 2015)  là một nhà ngôn ngữ học và học giả người Cuba. Bà đã đi đầu trong việc hình thành Diccionario Básico Escolar (DBE; từ điển trường cơ bản Cuba) từ phiên bản đầu tiên vào năm 2005 cho đến phiên bản thứ tư (kỹ thuật số năm 2013 và giấy vào tháng 1 năm 2015). Diccionario Básico Escolar là một trong những cuốn sách có lượng phát hành lớn nhất ở Cuba.

## Tiểu sử
Eloina Miyares Bermudez học tại Escuela Normal de Oriente, từ đó cô tốt nghiệp năm 1947. Lần đầu tiên cô làm giáo viên của các vùng nông thôn ở đô thị của Palma Soriano, nơi cô tham gia vào chiến dịch xóa mù chữ. Sau đó, cô học tại Khoa Nhân văn của Đại học Santiago de Cuba, tốt nghiệp với bằng Thư. Cô giảng dạy tại trường đại học cho đến năm 1972 khi trở thành nhà nghiên cứu tại Trung tâm Ngôn ngữ học ứng dụng của Viện hàn lâm Khoa học. Eloína Miyares Bermúdez học ngữ âm học tại Viện Hàn lâm Khoa học Séc tại Prague.
Cùng với chồng, nhà triết học Julio Vitelio Ruiz Hernández, cô đã tạo ra một phương pháp cho giáo viên và học sinh để cải thiện cách phát âm và chính tả của họ. Cặp vợ chồng cũng thành lập Trung tâm Ngôn ngữ học ứng dụng của Santiago de Cuba (CLA) vào năm 1971.
Eloína Miyares Bermúdez có ít nhất bảy người con trai, bao gồm cả bác sĩ Leonel Miyares Ruiz.